# Via Triumphalis (Rom)
Die Via Triumphalis war eine der wichtigsten Straßen auf dem ager Vaticanus zu Füßen des vatikanischen Hügels in Rom. Sie nahm ihren Ausgang auf der rechten Tiberseite am pons Neronianus (heute Ponte Vittorio Emanuele II), führte nordwestlich über die Prati di Castello zum südlichen Abhang des mons Marius und traf wahrscheinlich bei dem Gehöft La Giustiniana auf die Via Clodia. Verantwortlich für die Instandhaltung war der gleiche Beamte im Range eines curator, der auch für die Via Aurelia und die Via Cornelia zuständig war. Die Herkunft des Namens ist ungewiss, kann aber nicht vor der Zeit Neros existiert haben. Mit dem Triumphzug als Ehrung eines römischen Feldherrn ist die Straße nicht zu verbinden. Genannt wird sie in einer stadtrömischen Inschrift, einer Inschrift aus Ephesos sowie im Anhang zum Regionenkatalog des 4. Jahrhunderts. Heute entspricht sie Teilen der Via Trionfale.Karte